# Балтія (Клайпеда)
Футбольний клуб «Балтія» Клайпеда (лит. Futbolo klubas Klaipėdos Baltija) — литовський футбольний клуб з Клайпеди, заснований у 1945 році. Виступає у ІІІ лізі. Домашні матчі приймає на стадіоні «Балтіюс», місткістю 1 500 глядачів.

## Історія назв
- 1945 — «Содиба» Клайпеда;
- 1946 — «Аудра» Клайпеда;
- 1947 — «Жальгіріс» Клайпеда;
- 1948 — «Аудра» Клайпеда;
- 1952 — «Тріничяй» Клайпеда;
- 1956 — «Швітурис» Клайпеда;
- 1958 — «Балтія» Клайпеда;
- 1959 — «ЛРІ» Клайпеда;
- 1959 — «Аудра» Клайпеда;
- 1960 — «Балтія» Клайпеда;
- 1962 — «Аудра» Клайпеда;
- 1962 — «Балтія» Клайпеда.

## Досягнення
- А-ліга/Чемпіонат Литовської РСР
  - Срібний призер (1): 1961
  - Бронзовий призер (3): 1945, 1947, 1950
- Кубок Литви
  - Фіналіст (2): 1953, 1964.